# Woronok (obwód briański)
Woronok (ros. Воронок) – wieś (sieło) w Rosji, w obwodzie briańskim, w rejonie starodubskim. W 2010 liczyła 1139 mieszkańców.